# Andritany Ardhiyasa
Andritany Ardhiyasa (ur. 26 grudnia 1991 w Dżakarcie) – indonezyjski piłkarz występujący na pozycji bramkarza. Od 2010 roku zawodnik zespołu Persija Dżakarta.